# Chitignano
Chitignano é uma comuna italiana da região da Toscana, província de Arezzo, com cerca de 955 habitantes. Estende-se por uma área de 14 km², tendo uma densidade populacional de 68 hab/km². Faz fronteira com Caprese Michelangelo, Chiusi della Verna, Subbiano.

## Demografia
| Variação demográfica do município entre 1861 e 2011                               |
|                                                                                   |
| Fonte: Istituto Nazionale di Statistica (ISTAT) - Elaboração gráfica da Wikipedia |